# ضرغام أباد (سميرم)
ضرغام‌ أباد هي قرية في مقاطعة سميرم، إيران. عدد سكان هذه القرية هو 188 في سنة 2006.